# Anurida polaris
Anurida polaris är en urinsektsart som först beskrevs av Hammer 1954.  Anurida polaris ingår i släktet Anurida, och familjen Neanuridae. Arten är reproducerande i Sverige.